# Colony (povestire)
„Colony” (în română: „Colonia”) este o povestire science-fiction a scriitorului american Philip K. Dick. A fost publicată inițial în revista Galaxy, numărul din luna iunie 1953. 
Povestirea a fost republicată în colecția A Handful of Darkness din 1955 sau în 1987 în The Collected Stories of Philip K. Dick, volumul 2 Dincolo zace wubul.

## Prezentare
Scenariul se axează pe o expediție către o planetă neexplorată, pe care forma dominantă de viață extraterestră este capabilă să mimeze precis orice tip de obiecte. Mărimea și complexitatea obiectului imitat pot varia de la variante simple la nave spațiale întregi, dar și obiecte care încearcă de obicei să prindă și să "absoarbă" oameni la fel ca plantele carnivore. 

## Adaptări
Povestea a fost adaptată pentru radio pentru seria X Minus One, care a fost difuzată în primă audiție la 10 octombrie 1956. 

## Despre povestire
Alături de această povestire din ediția din iunie 1953 a revistei Galaxy, Dick a scris: 
 Paranoia finală nu este atunci când toată lumea este împotriva ta, este atunci când fiecare lucru este împotriva ta. În loc de "șeful meu complotează împotriva mea", ar fi "Telefonul șefului meu complotează împotriva mea". 